# حسين سراج (لاعب كرة قدم)
حسين سراج (بالإنجليزية: Hussain Seraj) لاعب كرة قدم كويتي سابق، وُلد في 28 يونيو 1982. لعب في مركز المُهاجم وبرز خلال مشواره الكروي مع عدة أندية محلية، وأبرزها نادي الفحيحيل، كما مثل المنتخب الكويتي في بطولة كأس آسيا 2004.

## المسيرة الاحترافية
بدأ حسين سراج مسيرته في 1999 مع نادي الفحيحيل، حيث ظل ركيزة هجومية قوية في الفريق حتى عام 2011. ثم انتقل إلى نادي الشباب لموسم واحد قبل أن ينتقل في عام 2013 إلى نادي الساحل. في موسمه الأخير 2014–2015 عاد إلى الفحيحيل ليختم مسيرته الكروية هناك.

## المسيرة الدولية
لعب سراج خمس مباريات دولية مع المنتخب الكويتي خلال عام 2004، سجل خلالها هدفين دوليين بارزين. من أبرز محطات مشاركته الدولية كانت في كأس آسيا 2004، حيث مثل الكويت ضمن صفوف الأزرق.

## أهداف دولية
سجل هدفه الأول من خطأ دفاعي للبنان في مباراة ودية انتهت بالتعادل 1–1 في أكتوبر 2004، بعد أن تلقى تمريرة خطأ من لاعب لبناني لم تتجاوز الدفاع، ليتابعها سراج في الشباك بنهاية الشوط الثاني.

## على مستوى الأندية
ساهم سراج بشكل لافت في قيادة نادي الفحيحيل إلى الفوز بدوري الدرجة الأولى، ما أدى إلى صعود الفريق إلى دوري الدرع الممتاز، كما سجل أهداف حاسمة مثل هدف الفوز في مباراة الجولة الأولى من الدوري ذاته.

## الإحصائيات الدولية
وفقاً لموقع National-Football-Teams، شارك سراج في 7 مباريات رسمية مع المنتخب وسجل هدفين

## روابط خارجية
- حسين سراج في موقع كرة القدم العالمية.نت
- حسين سراج على فرق كرة القدم الوطنية.كوم